# Alpes de Lechtal
Les Alpes de Lechtal sont un massif des Préalpes orientales septentrionales. Elles s'élèvent en Autriche (limite entre le Vorarlberg et le Land du Tyrol), au sud de la vallée du Lech qui lui donne son nom.
Le Parseierspitze (3 036 m) est le point culminant du massif.

## Géographie

### Situation
Le massif est entouré par les Alpes d'Ammergau au nord-est, le Wetterstein à l'est, les Alpes de l'Ötztal au sud-est, les massifs de Samnaun et de Verwall au sud, le massif de Lechquellen au sud-ouest et les Alpes d'Allgäu au nord-ouest. Il est compris entre le Lech au nord-ouest et l'Inn et ses affluents au sud-est.
Le massif présente des formes douces, d'amples vallées très peuplées dont les flancs sont recouverts de pâturages et de bois. En son sein, s'est développée la station de sports d'hiver et d'été de Lech.

### Sommets principaux

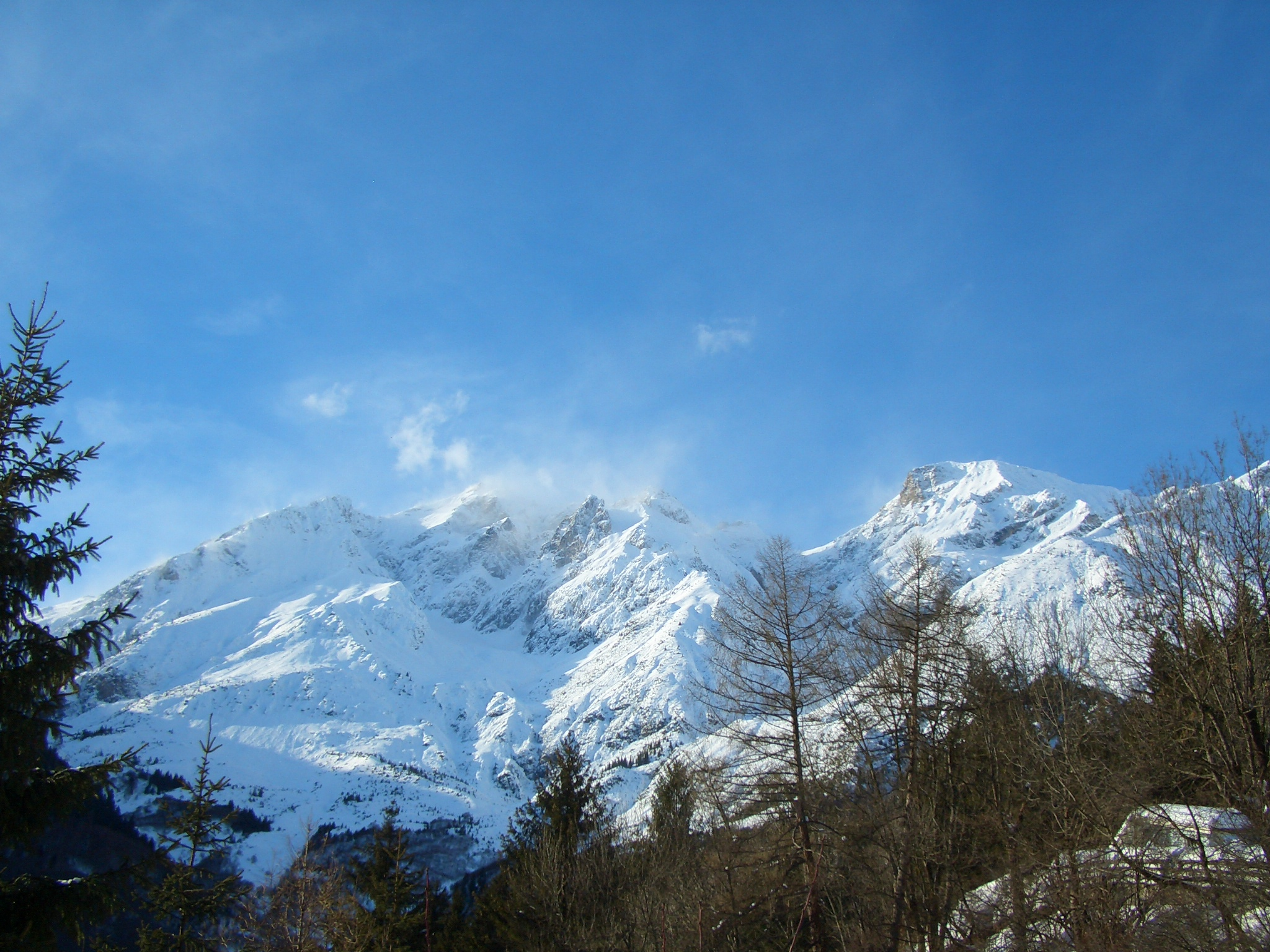
Le chaînon de Parseier

Les Alpes de Lechtal possèdent les plus hauts sommets de toutes les Préalpes orientales septentrionales. La Parseierspitze est le seul dépassant 3 000 mètres d'altitude.
- Parseierspitze, 3 036 m
- Dawinkopf, 2 968 m
- Südlicher Schwarzer Kopf, 2 949 m
- Gatschkopf, 2 945 m
- Bocksgartenspitze, 2 939 m
- Holzgauer Wetterspitze, 2 895 m
- Vorderseespitze, 2 889 m
- Oberer Bocksgartenkopf, 2 888 m
- Freispitze, 2 884 m
- Eisenspitze, 2 859 m
- Feuerspitze, 2 852 m
- Grosse Schlenkerspitze, 2 827 m
- Valluga, 2 809 m
- Muttekopf, 2 774 m
- Stanskogel, 2 757 m
- Kleinbergspitze, 2 756 m
- Leiterspitze (de), 2 752 m
- Roggspitze, 2 747 m
- Dremelspitze, 2 733 m
- Fallenbacherspitze, 2 723 m
- Kogelseespitze (de), 2 647 m
- Heiterwand, Hauptgipfel, 2 639 m
- Namloser Wetterspitze, 2 553 m
- Loreakopf, 2 471 m
- Gartnerwand (de), 2 376 m
- Knittelkarspitze (de), 2 376 m
- Thaneller, 2 341 m
- Grubigstein, 2 233 m
- Galzig, 2 179 m
- Galtjoch, 2 109 m

## Géologie
Le massif est constitué de roches sédimentaires, ce qui apporte une grande variété dans les paysages. Elles sont constituées de calcaires jurassiques et de flyschs tendres.

## Activités

### Stations de sports d'hiver
- Imst
- Klösterle
- Lech am Arlberg
- Lermoos
- Pettneu am Arlberg
- Sankt Anton

### Environnement
Plusieurs réserves naturelles existent, toutes dans la partie tyrolienne du massif :
- Réserve naturelle Ehrwalder Becken bei Ehrwald
- Réserve naturelle Antelsberg bei Tarrenz
- Réserve naturelle Silzer Innau bei Silz
- Réserve sonore Muttekopf
- Réserve naturelle Tiroler Lechtal
- Parc naturel Tiroler Lechtal, confondu avec la réserve naturelle